# Sabanejewia
Sabanejewia è un genere di pesci ossei d'acqua dolce appartenenti alla famiglia Cobitidae.

## Distribuzione e habitat
Sono presenti in un'area che comprende l'Europa orientale e l'Asia occidentale fino all'Iran e il lago d'Aral. Una specie (Sabanejewia larvata) è endemica dell'Italia settentrionale ed è stata introdotta anche al centro.

## Descrizione
Simili ai rappresentanti del genere Cobitis da cui si distinguono soprattutto per i caratteri della colorazione.

## Tassonomia
- Sabanejewia aurata aralensis
- Sabanejewia aurata aurata
- Sabanejewia balcanica
- Sabanejewia baltica
- Sabanejewia bulgarica
- Sabanejewia caspia
- Sabanejewia caucasica
- Sabanejewia kubanica
- Sabanejewia larvata
- Sabanejewia romanica
- Sabanejewia vallachica